# Hydrosalpingidae
Hydrosalpingidae zijn een familie van schietmotten.